# Erich Bachem
Erich Hermann Bachem (nascut el 12 d'agost de 1906 a Mülheim del Ruhr, mort el 25 de març de 1960 a Mülheim del Ruh) va ser un enginyer, dissenyador i pioner alemany en el camp de la tecnologia de coets.

## Biografia

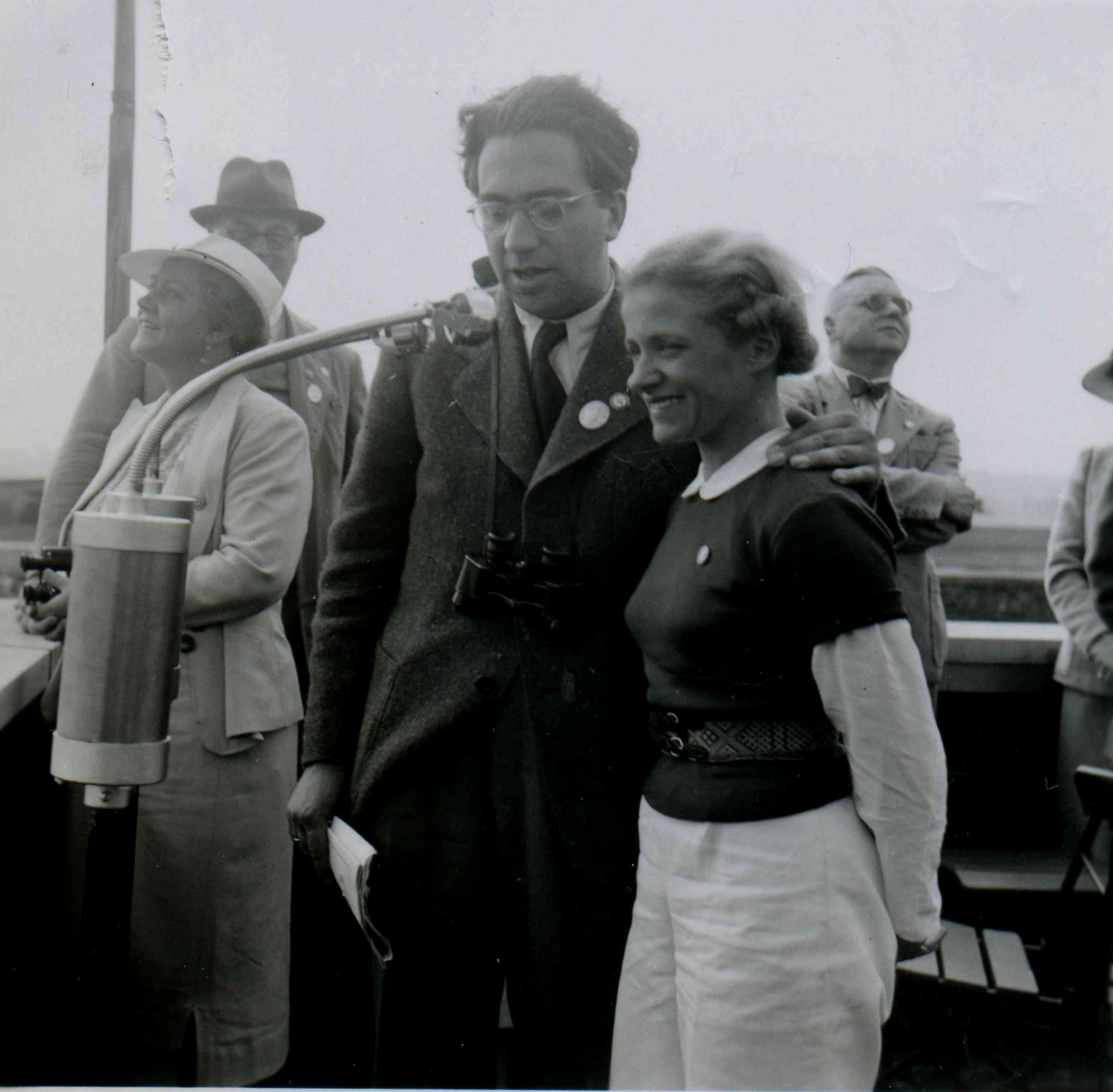
Erich Bachem i Hanna Reitsch. Kassel (1938)

Erich Bachem procedia d'una família de comerciants catòlics de Renania; el seu pare era farmacèutic a Mülheim del Ruhr. Després de graduar-se a l'escola secundària e la seva ciutat natal el 1925, va començar a estudiar enginyeria mecànica a la Universitat de Ciències Aplicades de Stuttgart. Aquí va entrar en contacte amb l'aviació per primera vegada.
Després de completar els seus estudis com a enginyer i després d'una estada a Berlín va ocupar el càrrec de director tècnic a la factoria Fieseler de Kassel el 1933. El 1938, Bachem es va convertir en cap del departament de desenvolupament. També es va fer un nom com a autor d'un llibre de text sobre vol a vela i planadors i una publicació sobre els avions com a mitjà de transport massiu del futur. Fins a principis de 1942, Bachem va treballar com a director tècnic a Fieseler; després va fundar Bachem Werke GmbH a Waldsee el febrer de 1942, proveïdor de la indústria aeroespacial.
Cap al final de la guerra va construir el primer avió coet tripulat vertical, el Bachem Ba 349, més conegut com a "Natter", que va completar el seu primer i únic vol de prova tripulada l'1 de març de 1945. El pilot de proves Lothar Sieber va morir en el procés.
El 1947 Erich Bachem va deixar Alemanya per traslladar-se a l'Argentina. A l'Argentina, entre altres coses, va construir una fàbrica per a guitarres.
El 1952 Bachem va tornar a Alemanya per convertir-se en el director tècnic de la companyia del seu sogre Heinrich Wilhelm Schwarz a Mülheim del Ruhr, la Ruhrthaler Maschinenfabrik Schwarz i Dyckerhoff GmbH. Allà va desenvolupar locomotores així com diverses màquines per a la mineria. Erich Bachem va ocupar aquest càrrec fins a la seva mort.

## Eriba

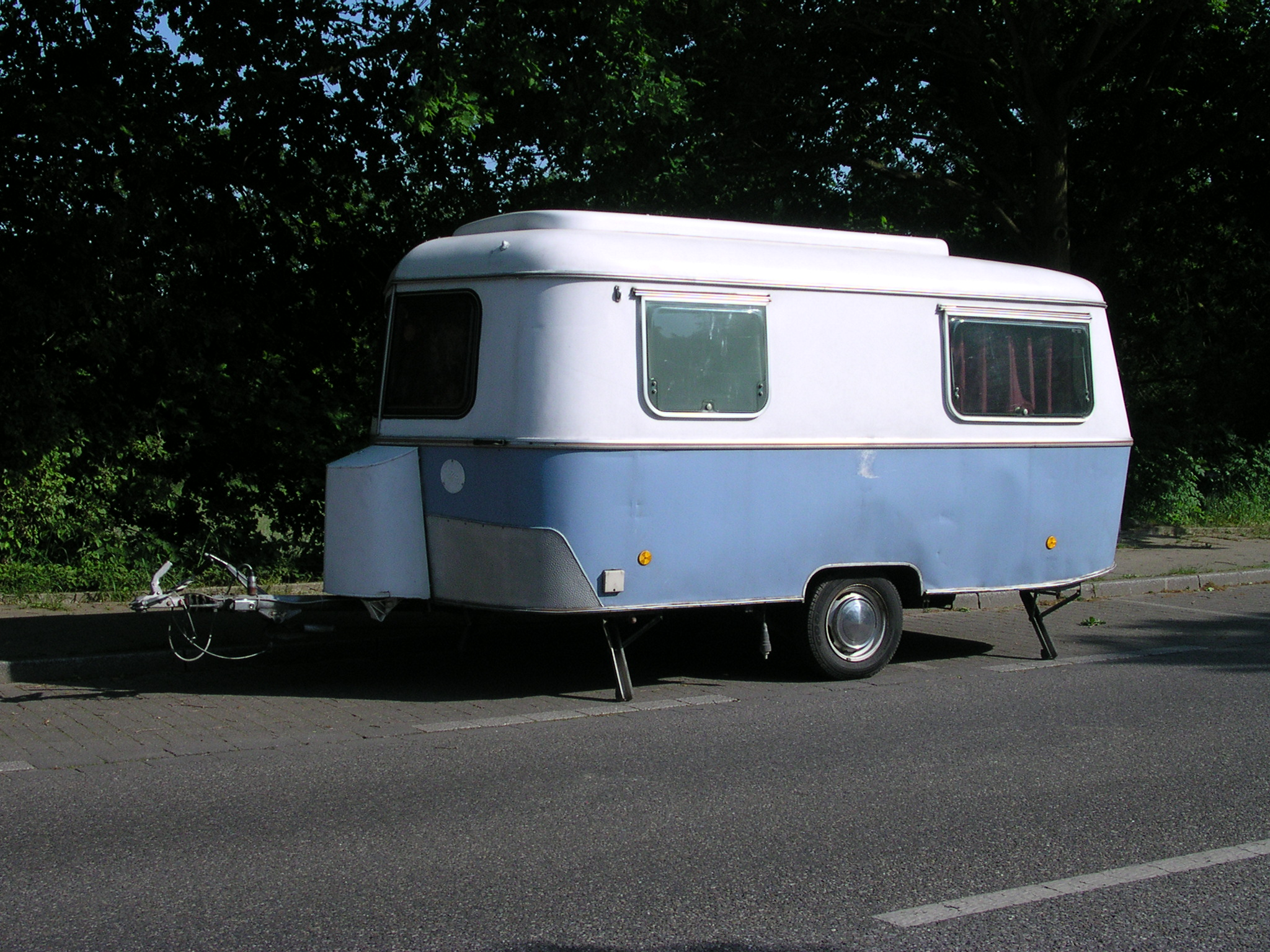
Caravana Eriba Triton

A partir del 1957 va construir juntament amb Erwin Hymer per a la seva companyia Hymer a Bad Waldsee diverses caravanes que van ser produïdes amb la marca Eriba (per Erich Bachem o possiblement per la seva dona Erika Bachem) i anomenades amb noms mitològics com Troll, Puck, Triton, Pan, Faun.

## Publicacions
- Die Praxis des Leistungs-Segelfliegens. Berlin: Volckmann 1932, 2. Auflage 1936
- Das Problem des Schnellstfluges. Stuttgart: Franckh 1933
- Beitrag in: Probleme aus der astronautischen Grundlagenforschung, hrsg. v. Heinz H. Koelle, 1952